# Сезон ФК МТК (Будапешт) 1925—1926
Сезон ФК МТК 1925—1926 — сезон угорського футбольного клубу МТК. У чемпіонаті Угорщини після десяти поспіль перемог у попередні роки команда посіла друге місце.

## Склад команди
| № | Поз. | Нац.     | Гравець         |
| - | ---- | -------- | --------------- |
|   | ВР   | Угорщина | Імре Ремете     |
|   | ВР   | Угорщина | Ференц Кропачек |
|   | ЗХ   | Угорщина | Імре Шенкей     |
|   | ЗХ   | Угорщина | Ференц Кочиш    |
|   | ЗХ   | Угорщина | Деже Ковач      |
|   | ПЗ   | Угорщина | Вільмош Ньюль   |
|   | ПЗ   | Угорщина | Генрік Надлер   |
|   | ПЗ   | Угорщина | Габор Клебер    |
|   | ПЗ   | Угорщина | Бела Ребро      |
|   | ПЗ   | Угорщина | Карой Кеваго    |
|   | ПЗ   | Угорщина | Іштван Мадяр    |

| № | Поз. | Нац.     | Гравець          |
| - | ---- | -------- | ---------------- |
|   | НП   | Угорщина | Дьордь Орт       |
|   | НП   | Угорщина | Дьордь Мольнар   |
|   | НП   | Угорщина | Рудольф Єні      |
|   | НП   | Угорщина | Йожеф Браун      |
|   | НП   | Угорщина | Золтан Опата     |
|   | НП   | Угорщина | Дьюла Шенкей     |
|   | НП   | Угорщина | Бела Бущ         |
|   | НП   | Угорщина | Відор Демке      |
|   | НП   | Угорщина | Янош Штайнер     |
|   | НП   | Угорщина | Дьюла Кіттль     |
|   | НП   | Угорщина | Аладар Пастрович |
|   | НП   | Угорщина | Йожеф Карой      |

## Чемпіонат Угорщини
Перегравання загальнонаціонального фіналу попереднього сезону.
| перегравання 30 серпня 1925 | «Ференцварош» | 1:4        | МТК (Будапешт) |  |  |
| | Пальчек       | (протокол) | Мольнар Орт    |  |  |
| Ференцварош: Амшель — Г.Такач, Я.Хунглер — Фурманн, Мюллер, Блум — Хегер, Штечовіц, Пальчек, Нікольшбургер, Кохут МТК: Ремете — Кочиш, І.Шенкей — Ребро, Клебер, Надлер — Д.Шенкей, Мольнар, Орт, Опата, Єні |               |            |                |  |  |

### Турнірна таблиця
|    | Команди       | І  | В  | Н  | П  | МЗ | МП | Р   | О  |
| -- | ------------- | -- | -- | -- | -- | -- | -- | --- | -- |
| 1  | Ференцварош   | 22 | 14 | 5  | 3  | 58 | 24 | +34 | 33 |
| 2  | МТК           | 22 | 12 | 7  | 3  | 52 | 18 | +34 | 31 |
| 3  | Вашаш         | 22 | 11 | 7  | 4  | 58 | 47 | +11 | 29 |
| 4  | Уйпешт        | 22 | 11 | 5  | 6  | 48 | 29 | +19 | 27 |
| 5  | Немзеті       | 22 | 6  | 12 | 4  | 27 | 27 | 0   | 24 |
| 6  | Кішпешт       | 22 | 8  | 5  | 9  | 47 | 51 | -4  | 21 |
| 7  | ІІІ Керюлеті  | 22 | 9  | 3  | 10 | 46 | 56 | -10 | 21 |
| 8  | ФК 33         | 22 | 5  | 8  | 9  | 25 | 33 | -8  | 18 |
| 9  | БЕАК          | 22 | 5  | 7  | 10 | 31 | 39 | -8  | 17 |
| 10 | ВАК           | 22 | 3  | 11 | 8  | 24 | 45 | -21 | 17 |
| 11 | Ержебетфальва | 22 | 4  | 7  | 11 | 23 | 44 | -21 | 15 |
| 12 | Тереквеш      | 22 | 3  | 5  | 14 | 31 | 57 | -26 | 11 |

### Статистика у чемпіонаті
| Воротарі: Імре Ремете (14), Ференц Кропачек (8) Захисники: Імре Шенкей (22), Ференц Кочиш (21), Деже Ковач (4.1) Півзахисники: Бела Ребро (21), Габор Клебер (20), Генрік Надлер (16.2), Вільмош Ньюль (6), Карой Кеваго (2), Іштван Мадяр (1) Нападники: Золтан Опата (20.11), Рудольф Єні (19.7), Дьордь Мольнар (17.13), Відор Демке (13.4), Дьюла Шенкей (12.2), Бела Бущ (9.3), Янош Штайнер (4.2), Дьюла Кіттль (2.2), Дьордь Орт (1.3), Аладар Пастрович (1.1), Йожеф Карой (1) Тренер: Джиммі Гоган |

## Кубок Угорщини
МТК, як переможець розіграшу кубка Угорщини 1923 року, був автоматично без ігор введений до фіналу кубка 1924/25 року. Та початок розіграшу турніру був затриманий, через що фінальний матч змагань було зіграно аж у березні 1926 року.
| фінал 28.03.1926 | МТК                                         | 4:0        | Уйпешт | Будапешт                                  |  |
| | 16' 63' Опата 22' Д.Шенкей 43' (аг) К.Фогль | (протокол) |        | Стадіон: «Хунгарія Корут» Глядачі: 12 000 |  |
| МТК: Ремете — Кочиш, І.Шенкей — Ребро, Клебер, Гадлер — Д.Шенкей, Мольнар, Браун, Опата, Єні «Уйпешт»: Сулік — К.Фогль, Й.Фогль — Келеченьї, Буза, Кірай — Дайтнер, Терек, Гроссманн, Шаллер, Сідон |                                             |            |        |                                           |  |

Проведення турніру затягнулось у зв'язку з переходом угорського футболу на професіональний рівень. У кубку 1926 року брали участь лише футболісти-аматори, а вирішальні матчі відбулись у осінній частині року.

## Товариські матчі
- 1925[2].  МТК (Будапешт) —  «Вікторія» (Жижков) — 4:2[3]

| ТМ 8.07.1925 | МТК | 0:4 (0:2) | Хакоах (Відень)                           | Варшава                          |  |
| |     | звіт      | Айзенгоффер 23' 48' Грюнвальд 27' Гес 69' | Глядачі: 8 000 Суддя: Штефан Лот |  |
| МТК: Кропачек, Кочиш, І.Шенкей, Ньюль, Вестер, Д.Шенкей, Мольнар, Ласло, Демко, Окош Хакоах: Фабіан, Шауер, Вегнер, Фрід, Гуттманн, Поллак, Нойфільд-Немеш, Гес, Грюнвальд, Айзенгоффер, Шварц |     |           |                                           |                                  |  |

| ТМ 23.08.1925 | МТК (Будапешт)              | 3:1 (3:1) | Рапід (Відень) | Будапешт                            |  |
| | Опата 2' Орт 4' Мольнар 43' | звіт      | 33' Кірбес     | Глядачі: 15 000 Суддя: Йожеф Шіслер |  |
| МТК: Ремете, Кочиш, Сенкович, Ребро, Клебер, Надлер, Ленкай, Мольнар, Орт, Опата, Єні Рапід: Гріфтнер, Цейка, Соліл, Й.Ріхтер, Брандштеттер, Ніч, Бертольд, Веселік, Кутан, Бауер, Кірбес |                             |           |                |                                     |  |

| ТМ 8.09.1925 | Аматоре (Відень)                | 2:2 (1:2)  | МТК                 | Відень                                                         |  |
| 14:30 | Гірлендер 34' (пен.) Конрад 59' | (протокол) | Єні 14' Мольнар 29' | Стадіон: Обер-Санкт-Файт Глядачі: 18 000 Суддя: Густав Кауфман |  |
| Лорман, Блізенець, Тандлер, Шнайдер, Райтерер, Бриза, Морокутті, Конрад, Гірлендер, Візер, Мильнарик Ремете, Кочиш, І.Шенкей, Ребро, Клебер, Ньюль, Д.Шенкей, Мольнар, Орт, Опата, Єні |                                 |            |                     |                                                                |  |

| ТМ 25.03.1926 | МТК (Будапешт)                 | 3:1 (1:0) | Рапід (Відень) | Будапешт                           |  |
| | Ніч ?' (аг.) Єні 61' Браун 87' | звіт      | 69' Весели     | Глядачі: 20 000 Суддя: Ференц Гере |  |
| МТК: Ремете, Кочиш, І.Шенкей, Ребро, Клебер, Надлер, Д.Шенкей, Мольнар, Браун, Опата, Єні Рапід: Янчик, Регнард, Шрамсайс, Й.Ріхтер, Мадельмаєр, Ніч, Кірбес, Веселік, Цах, Й.Гоффманн, Весели |                                |           |                |                                    |  |

| ТМ 25.04.1926 | МТК               | 2:2 (1:1)  | Аматоре                    | Будапешт                                                   |  |
| | Буш 34' Опата 50' | (протокол) | Сінделар 33' Морокутті 77' | Стадіон: Хунгарія керут Глядачі: 15 000 Суддя: Шандор Біро |  |
| Ремете, Кошич, І.Шенкей, Ребро, Клебер, Надлер, Браун, Мольнар, Опата, Буш, Єні Лорман, Гаєр, Шнайдер, Науш, Райтерер, Бриза, Морокутті, Сінделар, Гірлендер, Візер, А. Ванічек (75' Шефчик) |                   |            |                            |                                                            |  |

| ТМ 20.06.1926 | Рапід (Відень)                 | 4:2 (2:0) | МТК (Будапешт) | Відень                                        |  |
| | Ніч ?' (аг.) Єні 61' Браун 87' | звіт      | 83' Браун      | Глядачі: 12 000 Суддя: Ладислав Штепановський |  |
| Рапід: Фейгль, Соліл, Шрамсайс, Й.Ріхтер, Мадельмаєр, Ніч, Вондрак, Ганель, Веселік, Вальцгофер, Весели МТК: Ремете, Кочиш, І.Шенкей, Кеваго, Клебер, Надлер, Браун, Мольнар, Опата, Буш, Єні |                                |           |                |                                               |  |

| ТМ 27.06.1926 | Хакоах (Відень) | 1:1 (0:0) | МТК       | Відень                                           |  |
| | Айзенгоффер 90' | звіт      | 52' Опата | Стадіон: Гоге Варте Глядачі: 8 000 Суддя: Румель |  |
| Хакоах: Фабіан, Голд, Шауер, Гес, Друккер (Гуттманн, 46), Фрід, Кац, Айзенгоффер, Шенфельд, Гауслер, Шварц МТК: Кропачек, Кочиш, І.Шенкей (Ковач, 62), Кеваго, Клебер (Вештер, 42, Клебер, 46), Надлер, Д.Шенкей, Браун, Опата, Бущ (Кіттль, 62), Єні |                 |           |           |                                                  |  |

### Комбіновані команди
| ТМ 3.06.1926 | «Ференцварош»/МТК/«Уйпешт» | 1:4  | «Вікторія» (Жижков) | Будапешт                |  |
| | Стрецович                  | звіт | Єлінек О.Новак      | Стадіон: Гунгарія Керут |  |
| Комбінована команда: Кропачек (МТК), Б.Такач (ФТК), Сафка (УТЕ), Надлер (МТК), Блум (ФТК), Ліка (ФТК), Лайтнер (УТЕ), Стрецович (ФТК), Варга (ФТК), Ертінгер (УТЕ), Єні (МТК) Вікторія: Бенда, Женішек, Стеглік, Кьоніг, Кліцпера, Сибал-Мішке, В.Ванік, О.Новак, Медуна, Кржиштял, Єлінек |                            |      |                     |                         |  |